# Vues d'en face
 (octobre 2024).
Vues d'en face est un festival français annuel de cinéma LGBTQIA+ qui se déroule à Grenoble organisé par l'association loi de 1901 à but non lucratif éponyme.

## Historique
le premier festival international du film gay et lesbien de Grenoble, nommé Vues d'en face, est organisé en mars 2002 à l'initiative d'une vingtaine de bénévoles d’horizons et de sensibilités diverses,. Il a l'ambition de promouvoir des œuvres cinématographiques présentant des personnages ou des thématiques gay et lesbiennes. Il milite pour diffuser des films français et étrangers ignorés des circuits de distribution et d’exploitation. Cette première édition présente 18 longs et 9 courts-métrages et a pour partenaires la ville de Grenoble, le conseil général d'Isère et le Cinéma Le Club.
Lors de sa douzième édition, en 2013, le festival introduit un Prix du Public décerné en fonction des votes des spectateurs ayant participé.
Lors de sa vingt-troisième édition, en 2023, le festival introduit un Prix du Jury. Le jury rassemble Anaïs Truant, (présidente), Aurélien Martinez, Lola-Jane Colas, Elie Cattan et Marie-Odile Mignot.
L’association bénéficie du soutien des Pouvoirs Publics (Ville de Grenoble, du Conseil général de l’Isère, Région Rhône-Alpes, Grenoble Alpes Métropole) mais aussi de partenaires privés : Cinéma Le Club Grenoble (classé Art et Essai), ARTE Action culturelles, la FNAC[réf. nécessaire].

## Fonctionnement
Chaque année, le festival Vues d'en face réunit plus de 2000 spectateurs[réf. nécessaire] et propose à l’affiche une vingtaine de longs et courts-métrages venant du monde entier. Ils sont traduits et sous-titrés par ses soins quand ils sont inédits. Souhaitant favoriser les échanges entre l’équipe organisatrice, les festivaliers et les professionnels, le festival propose également des événements (expositions, concerts, soirée de clôture...) en marge des projections.
Chaque spectatrice et spectateur peut donner son avis sur les films à l’issue de chaque séance. Les avis ainsi recueillis permettent de désigner le prix du public. Les résultats sont proclamés lors de la soirée de clôture.
Depuis la deuxième édition, un concours d’affiche  est organisé afin de choisir le visuel qui sera décliné sur les supports de communication du festival (affiches, programmes, etc.).

## Éditions
- 1re édition (16-23 avril 2002) - Prix du public : La rage au cœur
- 2e édition (8-15 avril 2003) - Prix du public : Aimée et Jaguar
- 3e édition (13-20 avril 2004) - Prix du public : Shake It All About (En kort en lang)
- 4e édition (12-19 avril 2005) - Prix du public : Je t'aime, toi
- 5e édition (18-25 avril 2006) - Prix du public : Reinas
- 6e édition (10-17 avril 2007) - Prix du public : Eating Out
- 7e édition (8-15 avril 2008) - Prix du public : Le Roi et le Clown
- 8e édition (14-21 avril 2009) - Prix du public : Les Joies de la famille (Patrik 1,5)
- 9e édition (20-27 avril 2010) - Prix du public : Dernier été de la Boyta
- 10e édition (12-19 avril 2011) - Prix du public : Diverso da chi ?
- 11e édition (13-21 avril 2012) - Prix du public : Weekend + Kiss Mig
- 12e édition (12-21 avril 2013) - Prix du public : Alata + Facing Mirrors
- 13e édition (13 septembre 2013) - Édition spéciale "vendredi 13" - Pas de prix du public
- 14e édition (11-20 avril 2014) - Prix du public : Free Fall + Ladies' Turn
- 15e édition (10-19 avril 2015) -  Prix du public : In the Family (long-métrage) et Before The Last Curtain Falls[9]
- 16e édition (1er-10 avril 2016) - Prix du public : Lilting ou la délicatesse (long-métrage) et La Sociologue et l'Ourson (documentaire)[10]
- 17e édition (5-9 avril 2017) - Prix du public : Center of My World - Moi et mon monde - Die Mitte der Welt[11]
- 18e édition (2-16 mars 2018) - Prix du public : Close Knit[12] et Queercore : How To Punk A Revolution[13]
- 19e édition (1er-24 mars 2019) - Prix du public : Tierra Firme (long-métrage); Dear Freddy (long-métrage documentaire); Avec Thelma (court-métrage)[14]
- 20e édition (reportée à l'automne 2020)
- 21e édition (30 septembre- 3 octobre 2021) - Prix du public : La Fracture (long-métrage); Beautiful Stranger (court-métrage)[15]
- 22e édition (6-22 octobre 2022) Prix du public : Close (long-métrage); Au cœur du bois (long-métrage documentaire); Des Choses en commun (court-métrage)[16]
- 23e édition (13 septembre-14 octobre 2023) Prix du jury : Chrissy Judy (long-métrage); Liuben (prix spécial)[17]   Prix du public : You can live forever (long-métrage); Maldita, a love song to Sarajevo et The Radical (longs-métrages documentaires); La Cena (court-métrage)[18]
- 24e édition (23 septembre - 12 octobre 2024)[19],[20] Prix du jury : Tout ira bien / All shall be well (long-métrage)[21] ; Prix du public : L'Etincelle (long-métrage) ; Queendom (documentaire) ; Au Bord de Nuits Blanches (courts-métrages)[22]

## Réseau
Le festival est adhérent du Réseau de Festivals de Cinéma en Rhône-Alpes, Festivals Connexion 
Le festival est l'un des membres fondateurs de la Fédération Française des Festivals de Films LGBTQIA+[réf. à confirmer].